# Palagruža
Palagruža [ˈpalaˈgruːʒa] (italiensk: Pelagosa) er en lille, ubeboet øgruppe i den kroatiske del af Adriaterhavet. Den består af fem øer: Vela Palagruža, Mala Palagruža, Kamik od Tramuntane, Kamik od Oštra og Galijula. Hovedøen Vela Palagruža ("Store Palagruža") er 1.400 m lang og 300 m bred. Af Adriaterhavsøerne er Palagruža længst væk fra det nærmeste fastland, 124 km syd for Split og 168 km øst for den italienske by Pescara. Øen Galijula i gruppen udgør også Kroatiens sydligste punkt.
På grund af sin maritime beliggenhed har Palagruža et for Kroatien usædvanligt klima. Det er ikke et typisk middelhavsklima, men snarere subtropisk, på grund af usædvanlig milde vintre og varme somre. Klimaet og vegetationen ligner det sydlige Kreta, Gibraltar og lignende dele af Nordafrika. Floraen er derfor anderledes end resten af Dalmatien.
Øerne er et naturreservat og Natura 2000-område med flere endemiske plante- og dyrearter. Siden 1875 har der været et bemandet fyrtårn på en 90 m høj klippe på hovedøen.
På hovedøen er der gjort arkæologiske fund fra 5. århundrede f.Kr. Fundene viser, at der var en kult for den mytiske konge Diomedes (en figur fra den trojanske krig) på øen, hvor han ifølge legenden er formodes at blive begravet.

## Reflist
1. ↑  Ostroški, Ljiljana, ed. (December 2015). Statistički ljetopis Republike Hrvatske 2015 Statistical Yearbook of the Republic of Croatia 2015 (PDF). Statistical Yearbook of the Republic of Croatia (in Croatian and English). Vol. 47. Zagreb: Croatian Bureau of Statistics. p. 46. ISSN 1333-3305. Retrieved 27 December 2015.
2. ↑  Palagruža - podmorje I
3. ↑  Branko Kirigin , Alan Johnston, Marko Vučetić og Zvonimir Lušić (2009). "A Connecting Sea: Maritime Interaction in Adriatic Prehistory" (PDF). Archaeopress. Hentet 31. marts 2019.{{cite web}}:  CS1-vedligeholdelse: Flere navne: authors list (link)

- Wikimedia Commons har flere filer relateret til Palagruža